# Saint-Pierre-de-Cormeilles
Saint-Pierre-de-Cormeilles is een gemeente in het Franse departement Eure (regio Normandië) en telt 577 inwoners (2004). De plaats maakt deel uit van het arrondissement Bernay.

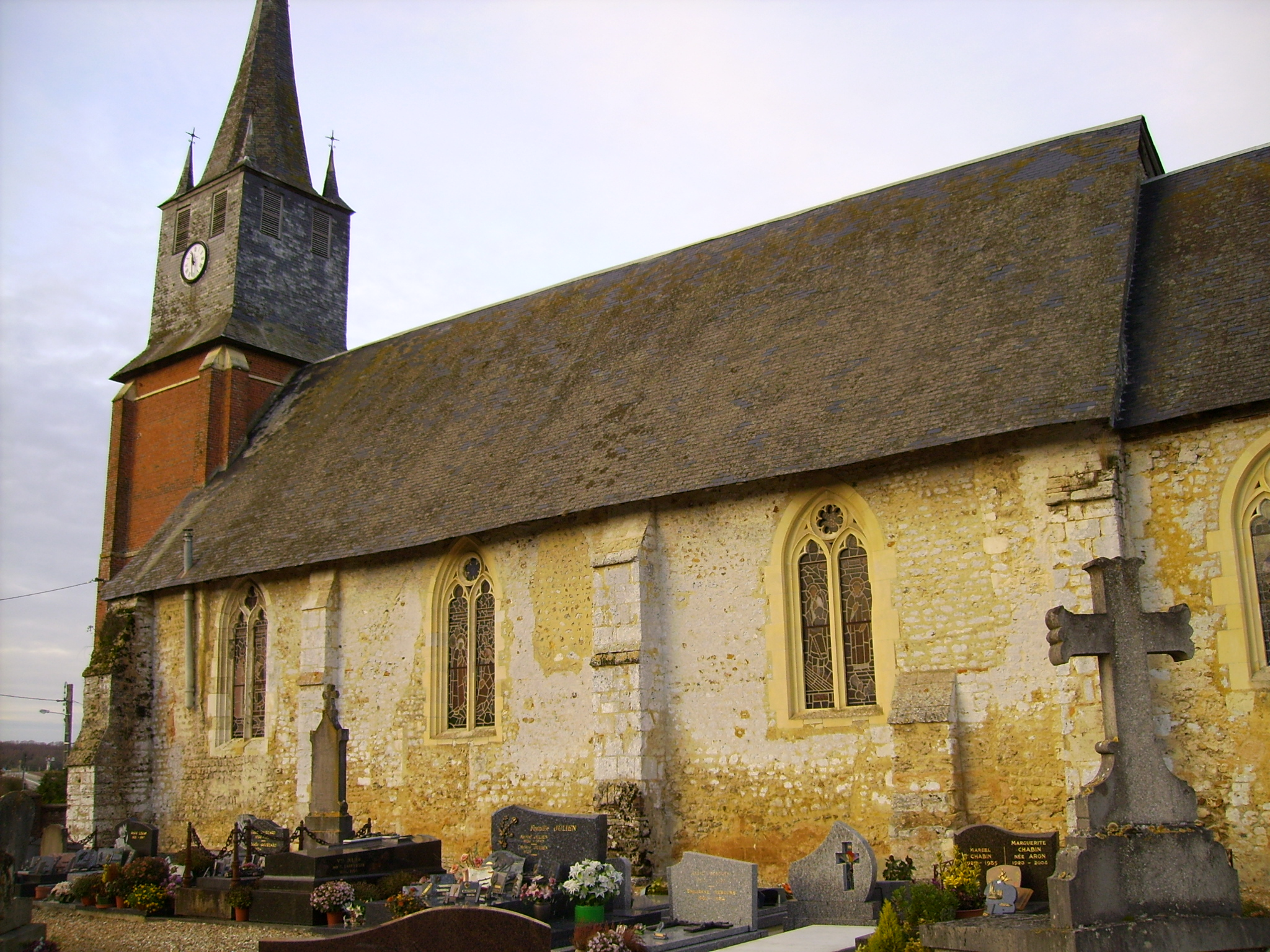
Kerk van Saint-Pierre-de-Cormeilles
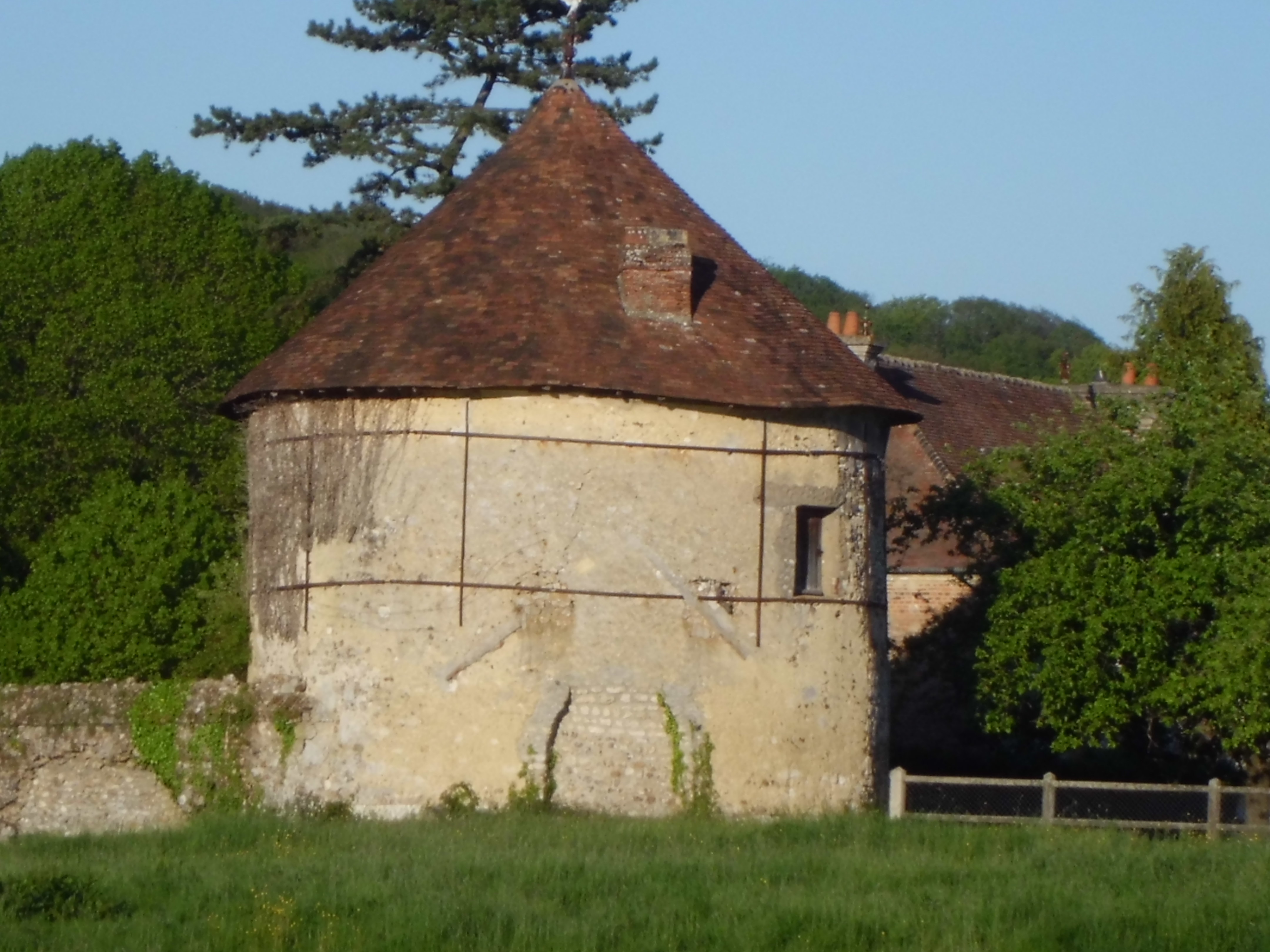
Colombier

## Geografie
De oppervlakte van Saint-Pierre-de-Cormeilles bedraagt 17,4 km², de bevolkingsdichtheid is 33,2 inwoners per km².
De onderstaande kaart toont de ligging van Saint-Pierre-de-Cormeilles met de belangrijkste infrastructuur en aangrenzende gemeenten.

## Demografie
Onderstaande figuur toont het verloop van het inwonertal (bron: INSEE-tellingen).